# Don Miki
Don Miki va ser una revista de còmics, que es va editar a Espanya als anys 70 i 80 del segle XX per part de l'editorial Montena primer i Primavera posteriorment. En total se'n van editar 664 números en un període de 13 anys, Va ser una de les més longeves de la seva categoria. L'edició setmanal va durar des de l'octubre del 1976 fins al juny del 1989.
El contingut estava format per historietes gràfiques de Mickey Mouse i l'Ànec Donald, juntament amb els personatges secundaris creats per Floyd Gottfredson en el primer cas i Carl Barks en el segon. En concret, aquesta revista era una adaptació al castellà de la revista italiana Topolino, per la qual cosa la majoria de les historietes estaven signades per artistes italians com Romano Scarpa, Giorgio Cavazzano o Giovan Battista Carpi.
Paral·lelament a la seua publicació, van aparèixer altres publicacions de contingut similar com Dumbo o Don Donald.
Actualment el nom de la revista ha estat recuperat per part de Planeta de Agostini (actual propietari dels drets de publicació dels còmics Disney a l'Estat espanyol per donar títol a la seua nova col·lecció de llibres amb historietes d'aquestos personatges.